# Élie Deworme
Elie Deworme, né le 3 avril 1932 à Ellezelles, est un homme politique belge socialiste. Il a été ministre et secrétaire d'État (nl) dans quatre gouvernements entre 1980 et 1992.
Il est le père d'Alain Deworme, également homme politique, élu député en 2012.

## Biographie
Enseignant, licencié en Sciences pédagogiques de l'Université libre de Bruxelles en 1962, il se lance dans la politique aux élections communales de 1964. Dès les premières élections, il décroche le maïorat d'Ethe-Belmont. Il est élu conseiller provincial de la Province de Luxembourg, en 1972. Désigné à la députation permanente, il abandonne son poste de bourgmestre. En 1979, il devient sénateur.
Il est désigné ministre de la Fonction publique, le 18 mai 1980 lors de la formation du gouvernement Martens III. Le gouvernement tombe le 22 octobre 1980. Membre du tout nouveau Conseil régional wallon, il rempile dans le Gouvernement Martens IV, en tant que secrétaire d'État à la Région wallonne. Il est remplacé par Guy Coëme, le 26 février 1981. Il continue sa carrière au Sénat, avant de redevenir secrétaire d'État, chargé de l'énergie, du 10 mai 1988 au 7 mars 1992 dans les gouvernements Martens VIII et IX. En 1988, il devient bourgmestre en titre de Virton dont Ethe-Belmont fait désormais partie depuis la fusion des communes. Secrétaire d'État à ce moment-là, il n'exerce la fonction de bourgmestre que quelques semaines.      